# Cap de Porc
El Cap de Porc és una muntanya de 2.199 metres que es troba al municipi de Queralbs, a la comarca catalana del Ripollès.